# Jardin botanique d'Irkoutsk
Le jardin botanique d'Irkoutsk (nom officiel en russe : Ботанический сад Иркутского государственного университета; jardin botanique de l'université d'État d'Irkoutsk) est un jardin botanique de 27 hectares appartenant à l'université d'Irkoutsk. C'est le seul jardin botanique de la région sibérienne du lac Baïkal dont il est distant de 70 kilomètres. Le code de reconnaissance international de ce jardin botanique membre de la BGCI  est BAIKL.

## Historique et collections
Le jardin a été fondé en 1941 dans le but de protéger et d'enrichir la flore des environs du lac Baïkal.
Il abrite plus de 3 000 taxons de plantes regroupés en :
- Aire éducative extérieure et en serre avec plus de 600 espèces de plantes ornementales et tropicales, dont 300 espèces herbacées y sont conservées ; s'y trouvent également un herbarium, une banque de graines, et trois collections vivantes: la collection systématique de plantes, les herbes médicinales et les plantes rares de Sibérie centrale en danger d'extinction.
- Arboretum avec près de 300 espèces d'arbres et d'arbrisseaux de Sibérie centrale et d'Extrême-Orient russe.
- Biotechnologie pour la propagation des plantes, 200 espèces s'y trouvent avec notamment des variétés fruitières pour la propagation et la vente pour les jardins publics et privés
- Département de conservation

On peut distinguer dans ces collections des spécimens des genres suivants: Acer, Berberis, Lonicera, Euonymus, Caragana, Syringa, Clematis, Cerasus, Crataegus, Padus, Rosa, Spiraea, Salix, Populus, Tilia, etc.

## Source
- (ru) Cet article est partiellement ou en totalité issu de l’article de Wikipédia en russe intitulé « Ботанический сад Иркутского государственного университета » (voir la liste des auteurs).